# HIP 56948
HIP 56948 (também conhecido como HD 101364) é uma estrela gêmea do Sol do tipo G5V. É uma das estrelas mais parecidas com o sol, ainda conhecida em termos de tamanho, massa, temperatura e química. Nosso sol tem cerca de 4,6 bilhões de anos, e acredita-se que o HIP 56948 seja cerca de um bilhão de anos mais novo, colocando o HIP 56948 apenas à beira de um gêmeo solar. Ambas as estrelas estão entre um terço e meio da sua vida na sequência principal.